# D'Arsonval (cráter)

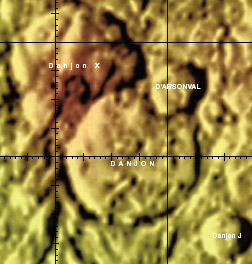
Localización

D'Arsonval es un pequeño cráter de impacto situado en la cara oculta de la Luna, al otro lado del borde noreste del más antiguo y de mayor tamaño cráter Danjon. Al oeste de D'Arsonval se halla el cráter Perepelkin.
|  |  |

El borde de D'Arsonval aparece bastante desgastado y tiene una cresta central baja y alargada cerca del punto medio. El borde forma una depresión en forma de punto de ensilladura donde se une con Danjon al suroeste, con una grieta en la superficie lunar que comienza justo al este del borde externo y avanza hacia el norte.

## Cráteres satélite
Por convención estos elementos son identificados en los mapas lunares poniendo la letra en el lado del punto medio del cráter que está más cerca de D'Arsonval.
|            | \| D'Arsonval \| Coordenadas \| Diámetro \| \| ---------- \| ----------------------------- \| -------- \| \| A \| 8°24′S 125°00′E / -8.4, 125.0 \| 17 km \| |          |
| D'Arsonval | Coordenadas | Diámetro |
| A          | 8°24′S 125°00′E / -8.4, 125.0 | 17 km    |